# Distrito electoral de Áncash
Áncash es uno de los 27 distritos electorales representados en el Congreso de la República del Perú. La circunscripción elige actualmente a 5 congresistas. Sus límites corresponden a los del departamento de Áncash. El sistema electoral utiliza el método D'Hondt y una representación proporcional con doble voto preferencial opcional.

## Representantes
| 4 | 5 |

| 2 | 7 |

| 1 | 4 | 2 | 2 |

| 2 | 3 |

| 2 | 2 | 1 |

| 1 | 2 | 1 | 1 |

| 1 | 1 | 3 |

| 1 | 1 | 2 | 1 |

| 2 | 1 | 1 | 1 |

## Elecciones

### Elecciones parlamentarias de 2021
| Partidos y coaliciones                                                                               | Partidos y coaliciones                    | Voto popular | Voto popular | Voto popular | Escaños | Escaños |
| Partidos y coaliciones                                                                               | Partidos y coaliciones                    | Votos        | %            | ±pp          | Total   | +/−     |
| --- | ----------------------------------------- | ------------ | ------------ | ------------ | ------- | ------- |
| | Perú Libre (PL)                           | 68,967       | 16.66        | +13.72       | 2       | +2      |
| | Fuerza Popular (FP)                       | 47,887       | 11.57        | +5.65        | 1       | +1      |
| | Alianza para el Progreso (APP)            | 39,637       | 9.58         | –0.92        | 1       | ±0      |
| | Acción Popular (AP)                       | 37,787       | 9.13         | +1.40        | 1       | ±0      |
| | Juntos por el Perú (JP)                   | 27,260       | 6.59         | +4.09        | 0       | ±0      |
| | Somos Perú (SP)                           | 26,703       | 6.45         | –14.82       | 0       | –2      |
| | Renovación Popular (RP)1                  | 25,906       | 6.26         | +4.15        | 0       | ±0      |
| | Avanza País (AvP)                         | 24,582       | 5.94         | +3.48        | 0       | ±0      |
| | Podemos Perú (PP)                         | 24,110       | 5.83         | +2.72        | 0       | ±0      |
| | Frente Popular Agrícola del Perú (Frepap) | 21,731       | 5.25         | +0.39        | 0       | ±0      |
| | Victoria Nacional (VN)                    | 21,551       | 5.21         | Nuevo        | 0       | ±0      |
| | Partido Morado (PM)                       | 11,626       | 2.81         | –1.96        | 0       | ±0      |
| | Frente Amplio (FA)                        | 9,275        | 2.24         | –3.09        | 0       | ±0      |
| | Partido Popular Cristiano (PPC)           | 6,171        | 1.49         | –2.85        | 0       | ±0      |
| | Partido Nacionalista Peruano (PNP)        | 5,758        | 1.39         | n/a          | 0       | ±0      |
| | Unión por el Perú (UPP)                   | 4,651        | 1.12         | –6.84        | 0       | –1      |
| | Democracia Directa (DD)                   | 4,045        | 0.98         | –1.75        | 0       | ±0      |
| | Perú Patria Segura (PPS)                  | 3,370        | 0.81         | –0.96        | 0       | ±0      |
| | Renacimiento Unido Nacional (RUNA)        | 2,844        | 0.69         | –0.76        | 0       | ±0      |
| |                                           |              |              |              |         |         |
| Total                                                                                                | Total                                     | 413,861      |              |              | 5       | ±0      |
| |                                           |              |              |              |         |         |
| Votos válidos                                                                                        | Votos válidos                             | 413,861      | 67.37        | –5.30        |         |         |
| Votos en blanco                                                                                      | Votos en blanco                           | 97,067       | 15.80        | +12.10       |         |         |
| Votos nulos                                                                                          | Votos nulos                               | 103,417      | 16.83        | –6.80        |         |         |
| Votos emitidos                                                                                       | Votos emitidos                            | 614,345      | 69.32        | –3.60        |         |         |
| Abstenciones                                                                                         | Abstenciones                              | 271,920      | 30.68        | +3.60        |         |         |
| Votantes registrados                                                                                 | Votantes registrados                      | 886,265      |              |              |         |         |
| |                                           |              |              |              |         |         |
| Fuente:                                                                                              |                                           |              |              |              |         |         |
| Notas al pie: 1 Comparado con los resultados de Solidaridad Nacional (SN) en las elecciones de 2020. |                                           |              |              |              |         |         |
| Notas al pie:                                                                                        |                                           |              |              |              |         |         |
| 1 Comparado con los resultados de Solidaridad Nacional (SN) en las elecciones de 2020.               |                                           |              |              |              |         |         |

### Elecciones parlamentarias de 2020
| Partidos y coaliciones | Partidos y coaliciones                    | Voto popular | Voto popular | Voto popular | Escaños | Escaños |
| Partidos y coaliciones | Partidos y coaliciones                    | Votos        | %            | ±pp          | Total   | +/−     |
| --- | ----------------------------------------- | ------------ | ------------ | ------------ | ------- | ------- |
| | Somos Perú1 (SP)                          | 98,391       | 21.27        | n/a          | 2       | +2      |
| | Alianza para el Progreso1 (APP)           | 48,583       | 10.50        | n/a          | 1       | ±0      |
| | Unión por el Perú2 (UPP)                  | 36,821       | 7.96         | n/a          | 1       | +1      |
| | Acción Popular (AP)                       | 35,765       | 7.73         | +3.71        | 1       | +1      |
| | Fuerza Popular (FP)                       | 27,393       | 5.92         | –33.35       | 0       | –3      |
| | Frente Popular Agrícola del Perú (Frepap) | 26,081       | 5.64         | Nuevo        | 0       | ±0      |
| | Frente Amplio (FA)                        | 24,646       | 5.33         | –9.25        | 0       | –1      |
| | Partido Morado (PM)                       | 22,076       | 4.77         | Nuevo        | 0       | ±0      |
| | Partido Popular Cristiano3 (PPC)          | 20,082       | 4.34         | n/a          | 0       | ±0      |
| | Podemos Perú (PP)                         | 14,379       | 3.11         | Nuevo        | 0       | ±0      |
| | Perú Libre (PL)                           | 13,579       | 2.94         | Nuevo        | 0       | ±0      |
| | Democracia Directa (DD)                   | 12,616       | 2.73         | n/a          | 0       | ±0      |
| | Juntos por el Perú (JP)                   | 11,575       | 2.50         | Nuevo        | 0       | ±0      |
| | Avanza País (AvP)                         | 11,390       | 2.46         | Nuevo        | 0       | ±0      |
| | Perú Nación (PN)                          | 11,074       | 2.39         | Nuevo        | 0       | ±0      |
| | Partido Aprista Peruano3 (APRA)           | 10,850       | 2.35         | n/a          | 0       | ±0      |
| | Solidaridad Nacional2 (SN)                | 9,764        | 2.11         | n/a          | 0       | ±0      |
| | Perú Patria Segura (PPS)                  | 8,207        | 1.77         | Nuevo        | 0       | ±0      |
| | Vamos Perú3 (VP)                          | 7,874        | 1.70         | n/a          | 0       | ±0      |
| | Renacimiento Unido Nacional (RUNA)        | 6,713        | 1.45         | Nuevo        | 0       | ±0      |
| | Contigo4 (C)                              | 4,747        | 1.03         | –11.21       | 0       | ±0      |
| |                                           |              |              |              |         |         |
| Total | Total                                     | 462,606      |              |              | 5       | ±0      |
| |                                           |              |              |              |         |         |
| Votos válidos | Votos válidos                             | 462,606      | 72.66        | +12.51       |         |         |
| Votos en blanco | Votos en blanco                           | 23,570       | 3.70         | –13.95       |         |         |
| Votos nulos | Votos nulos                               | 150,469      | 23.63        | +1.44        |         |         |
| Votos emitidos | Votos emitidos                            | 636,645      | 72.92        | –6.20        |         |         |
| Abstenciones | Abstenciones                              | 236,422      | 27.08        | +6.20        |         |         |
| Votantes registrados | Votantes registrados                      | 873,067      |              |              |         |         |
| |                                           |              |              |              |         |         |
| Fuente: |                                           |              |              |              |         |         |
| Notas al pie: 1 Dentro de la coalición Alianza para el Progreso del Perú en las elecciones de 2016. 2 Dentro de la coalición Alianza Solidaridad Nacional en las elecciones de 2016 (retiraron su candidatura). 3 Dentro de la coalición Alianza Popular en las elecciones de 2016. 4 Comparado con los resultados de su partido antecesor Peruanos por el Kambio en las elecciones de 2016. |                                           |              |              |              |         |         |
| Notas al pie: |                                           |              |              |              |         |         |
| 1 Dentro de la coalición Alianza para el Progreso del Perú en las elecciones de 2016. 2 Dentro de la coalición Alianza Solidaridad Nacional en las elecciones de 2016 (retiraron su candidatura). 3 Dentro de la coalición Alianza Popular en las elecciones de 2016. 4 Comparado con los resultados de su partido antecesor Peruanos por el Kambio en las elecciones de 2016.               |                                           |              |              |              |         |         |

### Elecciones parlamentarias de 2016
| Partidos y coaliciones | Partidos y coaliciones                         | Voto popular | Voto popular | Voto popular | Escaños | Escaños |
| Partidos y coaliciones | Partidos y coaliciones                         | Votos        | %            | ±pp          | Total   | +/−     |
| --- | ---------------------------------------------- | ------------ | ------------ | ------------ | ------- | ------- |
| | Fuerza Popular1 (FP)                           | 155,328      | 39.27        | +16.28       | 3       | +2      |
| | Alianza para el Progreso del Perú2 (APP–RN–SP) | 58,852       | 14.88        | n/a          | 1       | +1      |
| | Frente Amplio (FA)                             | 57,657       | 14.58        | Nuevo        | 1       | +1      |
| | Peruanos por el Kambio (PPK)                   | 48,426       | 12.24        | Nuevo        | 0       | ±0      |
| | Perú Posible3 (PP)                             | 26,898       | 6.80         | n/a          | 0       | –2      |
| | Alianza Popular4 (APRA–PPC–VP)                 | 26,833       | 6.78         | n/a          | 0       | ±0      |
| | Acción Popular3 (AP)                           | 15,913       | 4.02         | n/a          | 0       | ±0      |
| | Frente Esperanza (FE)                          | 4,534        | 1.15         | Nuevo        | 0       | ±0      |
| | Orden (O)                                      | 1,139        | 0.29         | Nuevo        | 0       | ±0      |
| |                                                |              |              |              |         |         |
| Total | Total                                          | 395,580      |              |              | 5       | ±0      |
| |                                                |              |              |              |         |         |
| Votos válidos | Votos válidos                                  | 395,580      | 60.15        | –13.32       |         |         |
| Votos en blanco | Votos en blanco                                | 116,102      | 17.65        | +3.18        |         |         |
| Votos nulos | Votos nulos                                    | 145,961      | 22.19        | +10.14       |         |         |
| Votos emitidos | Votos emitidos                                 | 657,643      | 79.12        | –4.11        |         |         |
| Abstenciones | Abstenciones                                   | 173,592      | 20.88        | +4.11        |         |         |
| Votantes registrados | Votantes registrados                           | 831,235      |              |              |         |         |
| |                                                |              |              |              |         |         |
| Fuente: |                                                |              |              |              |         |         |
| Notas al pie: 1 Comparado con los resultados de su partido antecesor Fuerza 2011 en las elecciones de 2011. 2 Comparado con los resultados de Alianza para el Progreso , Restauración Nacional (ambos dentro de la coalición Alianza por el Gran Cambio ) y Somos Perú (dentro de la coalición Alianza Electoral Perú Posible ) en las elecciones de 2011. 3 Dentro de la coalición Alianza Electoral Perú Posible en las elecciones de 2011. 4 Comparado con los resultados del Partido Aprista Peruano y el Partido Popular Cristiano en las elecciones de 2011. |                                                |              |              |              |         |         |
| Notas al pie: |                                                |              |              |              |         |         |
| 1 Comparado con los resultados de su partido antecesor Fuerza 2011 en las elecciones de 2011. 2 Comparado con los resultados de Alianza para el Progreso, Restauración Nacional (ambos dentro de la coalición Alianza por el Gran Cambio) y Somos Perú (dentro de la coalición Alianza Electoral Perú Posible) en las elecciones de 2011. 3 Dentro de la coalición Alianza Electoral Perú Posible en las elecciones de 2011. 4 Comparado con los resultados del Partido Aprista Peruano y el Partido Popular Cristiano en las elecciones de 2011.                  |                                                |              |              |              |         |         |

### Elecciones parlamentarias de 2011
| Partidos y coaliciones | Partidos y coaliciones                       | Voto popular | Voto popular | Voto popular | Escaños | Escaños |
| Partidos y coaliciones | Partidos y coaliciones                       | Votos        | %            | ±pp          | Total   | +/−     |
| --- | -------------------------------------------- | ------------ | ------------ | ------------ | ------- | ------- |
| | Perú Posible1 (PP–AP–SP)                     | 118,866      | 26.36        | +18.50       | 2       | +2      |
| | Fuerza 20112 (F2011)                         | 103,697      | 23.00        | +15.57       | 1       | +1      |
| | Gana Perú3 (PNP–PS–PCP–PSR)                  | 101,460      | 22.50        | +21.26       | 1       | +1      |
| | Solidaridad Nacional4 (SN–UPP–C90–SU–TPP)    | 58,505       | 12.97        | n/a          | 1       | –1      |
| | Alianza por el Gran Cambio5 (APP–PPC–PHP–RN) | 40,185       | 8.91         | n/a          | 0       | –1      |
| | Partido Aprista Peruano (APRA)               | 15,166       | 3.36         | –22.21       | 0       | –2      |
| | Fonavistas del Perú (FP)                     | 5,912        | 1.31         | Nuevo        | 0       | ±0      |
| | Fuerza Social (FS)                           | 2,772        | 0.62         | Nuevo        | 0       | ±0      |
| | Cambio Radical (CR)                          | 2,076        | 0.46         | Nuevo        | 0       | ±0      |
| | Adelante (Adelante)                          | 1,202        | 0.27         | Nuevo        | 0       | ±0      |
| | Justicia, Tecnología, Ecología (JTE)         | 1,116        | 0.25         | Nuevo        | 0       | ±0      |
| |                                              |              |              |              |         |         |
| Total | Total                                        | 450,957      |              |              | 5       | ±0      |
| |                                              |              |              |              |         |         |
| Votos válidos | Votos válidos                                | 450,957      | 73.47        | +4.12        |         |         |
| Votos en blanco | Votos en blanco                              | 88,833       | 14.47        | –1.49        |         |         |
| Votos nulos | Votos nulos                                  | 74,044       | 12.06        | –2.63        |         |         |
| Votos emitidos | Votos emitidos                               | 613,834      | 83.23        | –5.82        |         |         |
| Abstenciones | Abstenciones                                 | 123,680      | 16.77        | +5.82        |         |         |
| Votantes registrados | Votantes registrados                         | 737,514      |              |              |         |         |
| |                                              |              |              |              |         |         |
| Fuente: |                                              |              |              |              |         |         |
| Notas al pie: 1 Comparado con los resultados del partido Perú Posible y la alianza Frente de Centro en las elecciones de 2006. 2 Comparado con los resultados de la coalición Alianza por el Futuro en las elecciones de 2006. 3 Comparado con los resultados del Partido Socialista en las elecciones de 2006. 4 Comparado con los resultados del partido Unión por el Perú y Solidaridad Nacional (dentro de Unidad Nacional ) en las elecciones de 2006. 5 Comparado con los resultados del Partido Popular Cristiano (dentro de Unidad Nacional ) en las elecciones de 2006. |                                              |              |              |              |         |         |
| Notas al pie: |                                              |              |              |              |         |         |
| 1 Comparado con los resultados del partido Perú Posible y la alianza Frente de Centro en las elecciones de 2006. 2 Comparado con los resultados de la coalición Alianza por el Futuro en las elecciones de 2006. 3 Comparado con los resultados del Partido Socialista en las elecciones de 2006. 4 Comparado con los resultados del partido Unión por el Perú y Solidaridad Nacional (dentro de Unidad Nacional) en las elecciones de 2006. 5 Comparado con los resultados del Partido Popular Cristiano (dentro de Unidad Nacional) en las elecciones de 2006.                 |                                              |              |              |              |         |         |

### Elecciones parlamentarias de 2006
| Partidos y coaliciones | Partidos y coaliciones                            | Voto popular | Voto popular | Voto popular | Escaños | Escaños |
| Partidos y coaliciones | Partidos y coaliciones                            | Votos        | %            | ±pp          | Total   | +/−     |
| --- | ------------------------------------------------- | ------------ | ------------ | ------------ | ------- | ------- |
| | Partido Aprista Peruano (APRA)                    | 96,611       | 25.57        | +1.19        | 2       | ±0      |
| | Unión por el Perú (UPP)                           | 80,352       | 21.27        | +18.67       | 2       | +2      |
| | Unidad Nacional (PPC–SN–RN)                       | 49,906       | 13.21        | +2.68        | 1       | +1      |
| | Frente Independiente Moralizador (FIM)            | 34,499       | 9.13         | –3.05        | 0       | ±0      |
| | Alianza por el Futuro1 (C90–NM–SC)                | 28,074       | 7.43         | +4.08        | 0       | ±0      |
| | Frente de Centro2 (AP–SP–CNI)                     | 16,507       | 4.37         | –0.41        | 0       | ±0      |
| | Restauración Nacional (RN)                        | 13,450       | 3.56         | Nuevo        | 0       | ±0      |
| | Perú Posible (PP)                                 | 13,175       | 3.49         | –34.17       | 0       | –3      |
| | Justicia Nacional (JN)                            | 7,960        | 2.11         | Nuevo        | 0       | ±0      |
| | Movimiento Nueva Izquierda (MNI)                  | 5,382        | 1.42         | Nuevo        | 0       | ±0      |
| | Fuerza Democrática (FD)                           | 5,193        | 1.37         | Nuevo        | 0       | ±0      |
| | Avanza País - Partido de Integración Social (AvP) | 5,039        | 1.33         | Nuevo        | 0       | ±0      |
| | Partido Socialista (PS)                           | 4,694        | 1.24         | Nuevo        | 0       | ±0      |
| | Alianza para el Progreso (APP)                    | 3,611        | 0.96         | Nuevo        | 0       | ±0      |
| | Renacimiento Andino (RA)                          | 3,195        | 0.85         | –0.71        | 0       | ±0      |
| | Frente Popular Agrícola del Perú (Frepap)         | 2,879        | 0.76         | –0.68        | 0       | ±0      |
| | Con Fuerza Perú                                   | 2,636        | 0.70         | Nuevo        | 0       | ±0      |
| | Concertación Descentralista (PDS–MHP)             | 1,475        | 0.39         | Nuevo        | 0       | ±0      |
| | Y se llama Perú                                   | 1,405        | 0.37         | Nuevo        | 0       | ±0      |
| | Reconstrucción Democrática                        | 1,029        | 0.27         | Nuevo        | 0       | ±0      |
| | Perú Ahora                                        | 779          | 0.21         | Nuevo        | 0       | ±0      |
| |                                                   |              |              |              |         |         |
| Total | Total                                             | 377,851      |              |              | 5       | ±0      |
| |                                                   |              |              |              |         |         |
| Votos válidos | Votos válidos                                     | 377,851      | 69.35        | –5.70        |         |         |
| Votos en blanco | Votos en blanco                                   | 86,966       | 15.96        | +2.10        |         |         |
| Votos nulos | Votos nulos                                       | 80,071       | 14.69        | +3.60        |         |         |
| Votos emitidos | Votos emitidos                                    | 544,888      | 89.05        | +10.47       |         |         |
| Abstenciones | Abstenciones                                      | 66,993       | 10.95        | –10.47       |         |         |
| Votantes registrados | Votantes registrados                              | 611,881      |              |              |         |         |
| |                                                   |              |              |              |         |         |
| Fuente: |                                                   |              |              |              |         |         |
| Notas al pie: 1 Comparado con los resultados de los partidos Cambio 90 – Nueva Mayoría y Solución Popular ( Sí Cumple ) en las elecciones de 2001. 2 Comparado con los resultados de los partidos Acción Popular y Somos Perú en las elecciones de 2001. |                                                   |              |              |              |         |         |
| Notas al pie: |                                                   |              |              |              |         |         |
| 1 Comparado con los resultados de los partidos Cambio 90–Nueva Mayoría y Solución Popular (Sí Cumple) en las elecciones de 2001. 2 Comparado con los resultados de los partidos Acción Popular y Somos Perú en las elecciones de 2001.                   |                                                   |              |              |              |         |         |

### Elecciones parlamentarias de 2001
| Partidos y coaliciones | Partidos y coaliciones                    | Voto popular | Voto popular | Voto popular | Escaños | Escaños |
| Partidos y coaliciones | Partidos y coaliciones                    | Votos        | %            | ±pp          | Total   | +/−     |
| ---------------------- | ----------------------------------------- | ------------ | ------------ | ------------ | ------- | ------- |
|                        | Perú Posible (PP)                         | 132,331      | 37.66        | n/a          | 3       | n/a     |
|                        | Partido Aprista Peruano (APRA)            | 85,674       | 24.38        | n/a          | 2       | n/a     |
|                        | Frente Independiente Moralizador (FIM)    | 42,806       | 12.18        | n/a          | 0       | n/a     |
|                        | Unidad Nacional (PPC–SN–RN–CR)            | 37,005       | 10.53        | n/a          | 0       | n/a     |
|                        | Somos Perú (SP)                           | 10,895       | 3.10         | n/a          | 0       | n/a     |
|                        | Unión por el Perú (UPP)                   | 9,124        | 2.60         | n/a          | 0       | n/a     |
|                        | Cambio 90–Nueva Mayoría (C90–NM)          | 7,246        | 2.06         | n/a          | 0       | n/a     |
|                        | Acción Popular (AP)                       | 5,915        | 1.68         | n/a          | 0       | n/a     |
|                        | Renacimiento Andino (RA)                  | 5,477        | 1.56         | n/a          | 0       | n/a     |
|                        | Frente Popular Agrícola del Perú (Frepap) | 5,041        | 1.44         | n/a          | 0       | n/a     |
|                        | Solución Popular (SoP)                    | 4,546        | 1.29         | n/a          | 0       | n/a     |
|                        | Proyecto País (PrP)                       | 3,911        | 1.11         | n/a          | 0       | n/a     |
|                        | Todos por la Victoria (TpV)               | 1,408        | 0.40         | n/a          | 0       | n/a     |
|                        |                                           |              |              |              |         |         |
| Total                  | Total                                     | 351,379      |              |              | 5       | n/a     |
|                        |                                           |              |              |              |         |         |
| Votos válidos          | Votos válidos                             | 351,379      | 75.05        | n/a          |         |         |
| Votos en blanco        | Votos en blanco                           | 64,903       | 13.86        | n/a          |         |         |
| Votos nulos            | Votos nulos                               | 51,892       | 11.09        | n/a          |         |         |
| Votos emitidos         | Votos emitidos                            | 468,174      | 78.58        | n/a          |         |         |
| Abstenciones           | Abstenciones                              | 127,617      | 21.42        | n/a          |         |         |
| Votantes registrados   | Votantes registrados                      | 595,791      |              |              |         |         |
|                        |                                           |              |              |              |         |         |
| Fuente:                |                                           |              |              |              |         |         |

### Elecciones parlamentarias de 2000
Elecciones parlamentarias en distrito electoral nacional único

### Elecciones parlamentarias de 1995
Elecciones parlamentarias en distrito electoral nacional único

### Elecciones parlamentarias de 1990
| Partidos y coaliciones | Partidos y coaliciones                                        | Voto popular | Voto popular | Voto popular | Escaños | Escaños |
| Partidos y coaliciones | Partidos y coaliciones                                        | Votos        | %            | ±pp          | Total   | +/−     |
| --- | ------------------------------------------------------------- | ------------ | ------------ | ------------ | ------- | ------- |
| | Partido Aprista Peruano (APRA)                                | 71,001       | 37.12        | –24.23       | 4       | –3      |
| | Cambio 90 (C90)                                               | 40,844       | 21.35        | Nuevo        | 2       | +2      |
| | Frente Democrático1 (Movimiento Libertad–PPC–AP)              | 38,621       | 20.19        | n/a          | 2       | +2      |
| | Izquierda Unida (IU)                                          | 20,710       | 10.83        | –12.44       | 1       | –1      |
| | Izquierda Socialista (IS)                                     | 10,070       | 5.27         | Nuevo        | 0       | ±0      |
| | Región Chavín                                                 | 3,416        | 1.79         | Nuevo        | 0       | ±0      |
| | Movimiento Independiente Frente Agrario Democrático Atusparia | 3,016        | 1.58         | Nuevo        | 0       | ±0      |
| | Frente Popular Agrícola del Perú (Frepap)                     | 1,726        | 0.90         | Nuevo        | 0       | ±0      |
| | Huascarán                                                     | 1,221        | 0.64         | Nuevo        | 0       | ±0      |
| | Frente Nacional de Trabajadores y Campesinos2 (Frenatraca)    | 475          | 0.25         | –0.44        | 0       | ±0      |
| | Unión Democrática                                             | 179          | 0.09         | Nuevo        | 0       | ±0      |
| |                                                               |              |              |              |         |         |
| Total | Total                                                         | 191,279      |              |              | 9       | ±0      |
| |                                                               |              |              |              |         |         |
| Votos válidos | Votos válidos                                                 | 191,279      | 100.00       | +29.46       |         |         |
| Votos en blanco | Votos en blanco                                               | 0            | 0.00         | –14.80       |         |         |
| Votos nulos | Votos nulos                                                   | 0            | 0.00         | –14.66       |         |         |
| Votos emitidos | Votos emitidos                                                | 191,279      | n/d          | n/a          |         |         |
| Abstenciones | Abstenciones                                                  | n/d          | n/d          | n/a          |         |         |
| Votantes registrados | Votantes registrados                                          | n/d          |              |              |         |         |
| |                                                               |              |              |              |         |         |
| Fuente: |                                                               |              |              |              |         |         |
| Notas al pie: 1 Comparado con los resultados del Partido Popular Cristiano (dentro de la coalición Convergencia Democrática ) y Acción Popular en las elecciones de 1985. 2 Comparado con los resultados de Izquierda Nacionalista (IN) en las elecciones de 1985. |                                                               |              |              |              |         |         |
| Notas al pie: |                                                               |              |              |              |         |         |
| 1 Comparado con los resultados del Partido Popular Cristiano (dentro de la coalición Convergencia Democrática) y Acción Popular en las elecciones de 1985. 2 Comparado con los resultados de Izquierda Nacionalista (IN) en las elecciones de 1985.                |                                                               |              |              |              |         |         |

### Elecciones parlamentarias de 1985
| Partidos y coaliciones | Partidos y coaliciones                                     | Voto popular | Voto popular | Voto popular | Escaños | Escaños |
| Partidos y coaliciones | Partidos y coaliciones                                     | Votos        | %            | ±pp          | Total   | +/−     |
| --- | ---------------------------------------------------------- | ------------ | ------------ | ------------ | ------- | ------- |
| | Partido Aprista Peruano (APRA)                             | 138,965      | 61.35        | +23.73       | 7       | +3      |
| | Izquierda Unida1 (UNIR–UDP–PRT–UI–FOCEP–APS)               | 52,712       | 23.27        | +5.84        | 2       | +2      |
| | Acción Popular (AP)                                        | 18,704       | 8.26         | –29.46       | 0       | –5      |
| | Convergencia Democrática2 (PPC–MBH)                        | 9,526        | 4.21         | –0.70        | 0       | ±0      |
| | Frente Democrático de Unidad Nacional (FUN)                | 2,469        | 1.09         | Nuevo        | 0       | ±0      |
| | Izquierda Nacionalista3 (IN)                               | 1,553        | 0.69         | +0.15        | 0       | ±0      |
| | Lista Independiente Representación Independiente Ancashina | 1,353        | 0.60         | Nuevo        | 0       | ±0      |
| | Movimiento Cívico Nacional 7 de Junio (M7J)                | 1,001        | 0.44         | Nuevo        | 0       | ±0      |
| | Partido Socialista de los Trabajadores (PST)               | 248          | 0.11         | Nuevo        | 0       | ±0      |
| |                                                            |              |              |              |         |         |
| Total | Total                                                      | 226,531      |              |              | 9       | ±0      |
| |                                                            |              |              |              |         |         |
| Votos válidos | Votos válidos                                              | 226,531      | 70.54        | –2.20        |         |         |
| Votos en blanco | Votos en blanco                                            | 47,516       | 14.80        | +3.10        |         |         |
| Votos nulos | Votos nulos                                                | 47,091       | 14.66        | –0.90        |         |         |
| Votos emitidos | Votos emitidos                                             | 321,138      | 91.40        | n/a          |         |         |
| Abstenciones | Abstenciones                                               | 30,212       | 8.60         | n/a          |         |         |
| Votantes registrados | Votantes registrados                                       | 351,350      |              |              |         |         |
| |                                                            |              |              |              |         |         |
| Fuente: |                                                            |              |              |              |         |         |
| Notas al pie: 1 Comparado con los resultados de los partidos Unión de Izquierda Revolucionaria (PCP-PR–PCR–VR–FLN), Unidad Democrático Popular (UDP), Partido Revolucionario de los Trabajadores (PRT), Unidad de Izquierda (UI), el Frente Obrero Campesino Estudiantil y Popular (FOCEP) y Acción Política Socialista (APS) en las elecciones de 1980. 2 Comparado con los resultados del Partido Popular Cristiano (PPC) en las elecciones de 1980. 3 Comparado con los resultados del Frente Nacional de Trabajadores y Campesinos (Frenatraca) en las elecciones de 1980. |                                                            |              |              |              |         |         |
| Notas al pie: |                                                            |              |              |              |         |         |
| 1 Comparado con los resultados de los partidos Unión de Izquierda Revolucionaria (PCP-PR–PCR–VR–FLN), Unidad Democrático Popular (UDP), Partido Revolucionario de los Trabajadores (PRT), Unidad de Izquierda (UI), el Frente Obrero Campesino Estudiantil y Popular (FOCEP) y Acción Política Socialista (APS) en las elecciones de 1980. 2 Comparado con los resultados del Partido Popular Cristiano (PPC) en las elecciones de 1980. 3 Comparado con los resultados del Frente Nacional de Trabajadores y Campesinos (Frenatraca) en las elecciones de 1980.               |                                                            |              |              |              |         |         |

### Elecciones parlamentarias de 1980
| Partidos y coaliciones | Partidos y coaliciones                                              | Voto popular | Voto popular | Voto popular | Escaños | Escaños |
| Partidos y coaliciones | Partidos y coaliciones                                              | Votos        | %            | ±pp          | Total   | +/−     |
| ---------------------- | ------------------------------------------------------------------- | ------------ | ------------ | ------------ | ------- | ------- |
|                        | Acción Popular (AP)                                                 | 62,865       | 37.72        | n/a          | 5       | n/a     |
|                        | Partido Aprista Peruano (APRA)                                      | 62,697       | 37.62        | n/a          | 4       | n/a     |
|                        | Unión de Izquierda Revolucionaria (PCP-PR–PCR–VR–FLN)               | 8,601        | 5.16         | n/a          | 0       | n/a     |
|                        | Partido Popular Cristiano (PPC)                                     | 8,189        | 4.91         | n/a          | 0       | n/a     |
|                        | Unidad de Izquierda (UI)                                            | 7,469        | 4.48         | n/a          | 0       | n/a     |
|                        | Unidad Democrático Popular (UDP)                                    | 5,597        | 3.36         | n/a          | 0       | n/a     |
|                        | Partido Revolucionario de los Trabajadores (PRT)                    | 5,199        | 3.12         | n/a          | 0       | n/a     |
|                        | Frente Obrero Campesino Estudiantil y Popular (FOCEP)               | 1,874        | 1.12         | n/a          | 0       | n/a     |
|                        | Lista Independiente Movimiento Independiente Regionalista Ancashino | 1,235        | 0.74         | n/a          | 0       | n/a     |
|                        | Organización Política de la Revolución Peruana (OPRP)               | 922          | 0.55         | n/a          | 0       | n/a     |
|                        | Frente Nacional de Trabajadores y Campesinos (Frenatraca)           | 895          | 0.54         | n/a          | 0       | n/a     |
|                        | Movimiento Democrático Peruano (MDP)                                | 461          | 0.28         | n/a          | 0       | n/a     |
|                        | Movimiento Popular de Acción e Integración Social (MPAIS)           | 337          | 0.20         | n/a          | 0       | n/a     |
|                        | Acción Política Socialista (APS)                                    | 317          | 0.19         | n/a          | 0       | n/a     |
|                        |                                                                     |              |              |              |         |         |
| Total                  | Total                                                               | 166,658      |              |              | 9       | n/a     |
|                        |                                                                     |              |              |              |         |         |
| Votos válidos          | Votos válidos                                                       | 166,658      | 72.74        | n/a          |         |         |
| Votos en blanco        | Votos en blanco                                                     | 26,798       | 11.70        | n/a          |         |         |
| Votos nulos            | Votos nulos                                                         | 35,659       | 15.56        | n/a          |         |         |
| Votos emitidos         | Votos emitidos                                                      | 229,115      | n/d          | n/a          |         |         |
| Abstenciones           | Abstenciones                                                        | n/d          | n/d          | n/a          |         |         |
| Votantes registrados   | Votantes registrados                                                | n/d          |              |              |         |         |
|                        |                                                                     |              |              |              |         |         |
| Fuente:                |                                                                     |              |              |              |         |         |